# Missombo
Missombo é uma localidade angolana que se localiza na na província do Cubango, pertencente ao município de Menongue.
Até 2024 estava politico e administrativamente organizada como uma comuna.